# کلروکس، آمونیوم و قهوه
کلروکس، آمونیوم و قهوه (نروژی: Salto, salmiakk og kaffe) یک فیلم نروژی در سبک کمدی است که در سال ۲۰۰۴ منتشر شد. از بازیگران آن می‌توان به فارس فارس و دنیس استورهوی اشاره کرد.